# Château de Chaudenay
Le château de Chaudenay est un château médiéval situé à Chaudenay-le-Château (Côte-dOr) en Bourgogne-Franche-Comté.

## Localisation
Bâti en rive ouest de la RD 115b à l'extrémité nord du village sur un éperon barré séparé du plateau par un profond fossé le château de Chaudenay domine la vallée du Préon.

## Historique
En 1152 la dame de Chaudenay est sœur de Hugues de Mont-Saint-Jean. Vers 1196, Guidone de Chaudenay se porte garant d’un traité entre Eudes III de Bourgogne et Etienne de Mont-Saint-Jean. En 1297, Richard de Montbéliard, seigneur d'Antigny reconnaît tenir du duc le château de Chaudenay-en-Auxois. Le 26 août 1434, Charles de Mello, seigneur de Chaudenay, cède à Louis le Bâtard du Croset la maison forte du Chaffault constitutive de son fief. En 1562 le château est pourvu de «tours et courtines ancrées sur le rocher avec fossé et de cour, basse-cour, granges, étables, treuil, verger, chenevière, jardin et colombier ; le tout ceint de murs»[réf. souhaitée]. 
En 1581 le domaine est partagé entre Jean Damas et Jacqueline de Saulx. En 1686 l’inventaire note « un chauffault couvert de laves, sans étage, à deux chambres basses, granges, écuries, tecs a porcs, pont levis dormant ; un puits dans la cour, une grande tour (dite de Gissey) à trois étages, grenier et chapelle ». En 1774 « le château est fort ancien et tombe en ruine : de six tours il en subsiste trois, avec une citerne taillée dans le roc »[réf. souhaitée].
Le château est inscrit aux monuments historiques par arrêté du 6 mars 1950. Il est racheté en 1952 par M. Robert Thayer qui en entreprendrait la restauration mais aucuns travaux n'ont été exécutés à ce jour.

## Architecture
Le plan du château est tributaire du relief dont l'arête rocheuse est dominée à l'ouest par la tour de Gissey et à l'est par le donjon qui menace ruine. La courtine sud, face au village, porte un corps de logis moderne alors que la courtine nord est réduite à une tour et aux bases d'une seconde. L'entrée qui se fait maintenant à l'est par la pointe de l'arête se faisait par un pont-levis au nord. Cette porte charretière date du partage de 1581 ; le fossé qui la précédait a été comblé. Elle est accotée à droite d'un bâtiment plus bas qui forme l'angle nord-est du château et à gauche par un bâtiment rectangulaire en saillie dans le fossé[réf. souhaitée]. 
Celui-ci s'appuie au sud sur la tour du donjon. Ses planchers intérieurs ont disparu mais les ouvertures attestent cinq niveaux. Le rez-de-chaussée et les deux premiers étages s'ouvrent au sud de croiséed à chanfrein droit. À l'est, du côté du fossé, on note trois latrines et trois archères. La façade nord, garnie d'une archère d'une bretèche au-dessus de la porte d'entrée, et la façade ouest sont aveugles. Le troisième étage est percé de quatre baies simples, le quatrième de sept fenêtres de tirs. Les trois premiers étages sont reliés au rez-de-chaussée par un escalier à vis dans une tourelle hors-œuvre adossée à la façade sud-est[réf. souhaitée]. 
Au sud, face au village, la cour est limitée par une muraille qui suit la forme du rocher. La moitié ouest de la façade sud et son angle sud-ouest accueillent le logis moderne à rez-de-chaussée et demi-étage. Accolée à celui-ci, la tour de Gissey n'a que deux étages. Du côté du plateau la façade nord du château était défendue par deux tours. La tour est présente deux étages : le premier percé au nord de deux archères, le second qui s'ouvrait par des portes murées sur un hourd dont les trous d'ancrages restent visibles. Entre celle-ci et la tour de Gissey, la courtine porte une latrine au-dessus du fossé. De la seconde tour il ne reste que le rez-de-chaussée[réf. souhaitée]. 